# Biżuteria

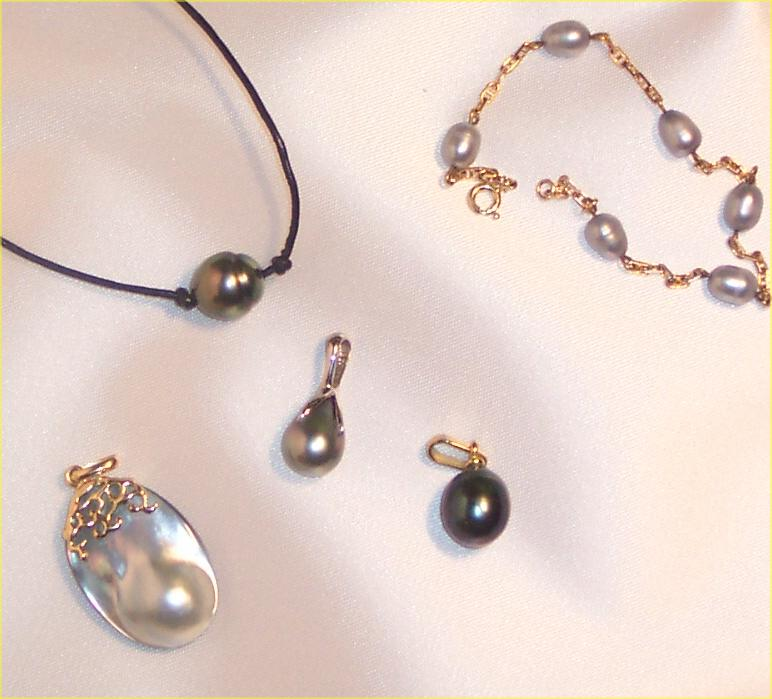
Biżuteria z pereł

Biżuteria (fr. bijouterie, od bijou – klejnot) – drobny przedmiot złotniczy i jubilerski służący do ozdoby ciała i stroju, zazwyczaj z metali i kamieni szlachetnych i ozdobnych.
Biżuteria odznacza się przede wszystkim artystycznym wykonaniem – i dzięki temu kryterium do biżuterii można zaliczyć ozdoby ludów pierwotnych. Formy artystyczne kształtowały się i kształtują zgodnie z ogólnymi trendami mody.

## Historia
Potrzeba ozdabiania ciała biżuterią pojawiła się prawdopodobnie u zarania dziejów współczesnego człowieka – liczące około 100 tys. lat znaleziska przedziurawionych muszli są pierwszą zachowaną biżuterią.
Biżuteria ma różne funkcje, z których można wyodrębnić trzy podstawowe:
- funkcja użytkowa – szczególnie wyraźna przy dekoracji stroju (agrafy, klamry, guzy, brosze, spinki do mankietów itp.)
- funkcja ozdobna, dekoracyjna – służącej wyłącznie do ozdoby ciała (diademy, kolie, naszyjniki, bransolety, zawieszki (zwane również charmsami) itp.)
- funkcja religijna (amulety, talizmany)

Biżuteria stosowana była jako oznaka władzy, prestiżu, zamożności czy też przynależności klasowej.
Współcześnie biżuteria stosowana jest głównie przez kobiety, jest łatwo dostępna dzięki masowej produkcji fabrycznej oraz różnorodnych, niekoniecznie kosztownych materiałów dekoracyjnych (tzw. biżuteria sztuczna).

## Przedmioty zaliczane do biżuterii
- agrafa, armilla
- bransoleta, brosza, bulla
- diadem, dormezy
- fibula
- zegarek
- guz
- kamea, kanak, kaptorga, klips, kolczyk, kolia, korale
- lunula
- manela, medalion
- naramiennik, naszyjnik
- obrączka
- pektorał, pierścień
- sygnet
- zausznica
- spinki do mankietów